# Мохаммед V
Мохаммед V, Сіді Могаммед бен Юсуф (араб. محمد الخامس; 10 серпня 1909, Фес — 26 лютого 1961, Рабат) — султан в 1927—1953, 1955—1957, з 1957 король Марокко.

## Життєпис
Нарівні з традиційною мусульманською здобув європейську освіту. Зійшов на престол після смерті батька, султана Мулай Юсуфа. Після Другої світової війни (1939—1945) виступив на підтримку вимоги незалежності Марокко. У серпні 1953 року французька влада за допомогою місцевої знаті скинула Мохаммеда V, його заслали на Мадагаскар. Завдяки визвольному рухові марокканського народу Мухаммеду було дозволено повернутися на батьківщину, 16 листопада 1955 р. він знову зійшов на престол.

## Пам'ять
На честь Мухаммеда V названо найбільший стадіон у Марокко.